# Rumuńscy posłowie do Parlamentu Europejskiego 2024–2029
Rumuńscy posłowie X kadencji do Parlamentu Europejskiego zostali wybrani w wyborach przeprowadzonych 9 czerwca 2024, w których wyłoniono 33 deputowanych.

## Posłowie według list wyborczych
PSD i PNL
- Mihai Tudose (PSD)
- Rareș Bogdan (PNL)
- Gabriela Firea (PSD)
- Dan Motreanu (PNL)
- Iulian Claudiu Manda (PSD)
- Adina Vălean (PNL)
- Victor Negrescu (PSD)
- Vasile Dîncu (PSD)
- Daniel Buda (PNL)
- Maria Grapini (PSD)
- Gheorghe Cârciu (PSD)
- Siegfried Mureșan (PNL)
- Dragoș Benea (PSD)
- Mircea Hava (PNL)
- Dan Nica (PSD)
- Gheorghe Falcă (PNL)
- Ștefan Mușoiu (PSD)
- Virgil-Daniel Popescu (PNL)
- Andi-Lucian Cristea (PSD), poseł do PE od 2 grudnia 2024[2]

Alianța AUR
- Cristian Terheș (PNCR)
- Claudiu Târziu (AUR)
- Gheorghe Piperea (AUR)
- Maria-Georgiana Teodorescu (AUR)
- Adrian-George Axinia (AUR)
- Șerban-Dimitrie Sturdza (AUR)

Alianța Dreapta Unită
- Dan Barna (USR)
- Vlad Voiculescu (USR)
- Eugen Tomac (PMP)

Demokratyczny Związek Węgrów w Rumunii
- Iuliu Winkler
- Loránt Vincze

SOS Rumunia
- Diana Iovanovici-Șoșoacă
- Luis Lazarus

Kandydat niezależny
- Nicolae Ștefănuță

Byli posłowie X kadencji do PE
- Roxana Mînzatu (PSD), do 30 listopada 2024[3]